# Йёкюльсау-ау-Бру
Йёкюльсау-ау-Бру (исл. Jökulsá á Brú), или Йёкюльсау-ау-Дау (исл. Jökulsá á Dal) — река на северо-востоке Исландии.
Исток реки находится в предгорьях ледника Бруарйёкюдль (исл. Brúarjökull), который является частью обширного ледника Ватнайёкюдль. Течение реки извилисто и порожисто, протекает в узких каньонах (один из который — каньон Студлагил). Перегорожена плотиной для выработки электроэнергии на ГЭС «Каурахньюкар».
Впервые название реки упоминается в 1625 году, когда через неё впервые был построен мост. Последняя реконструкция моста производилась в 1994 году.